# Dick Howard
Dick Howard, właśc. Richard Wayne Howard (ur. 22 sierpnia 1935 w Oklahoma City, zm. 9 listopada 1967 w Hollywood) – amerykański lekkoatleta (płotkarz), medalista olimpijski z 1960.
Specjalizował się w biegu na 400 metrów przez płotki. Zdobył w tej konkurencji srebrny medal na igrzyskach panamerykańskich w 1959 w Chicago.
Na igrzyskach olimpijskich w 1960 w Rzymie wszystkie medale w biegu na 400 metrów przez płotki zdobyli reprezentanci Stanów Zjednoczonych. Złoty medal zdobył Glenn Davis, srebrny Clifton Cushman, a brązowy Howard.
Był mistrzem Stanów Zjednoczonych (AAU) w biegu na 400 metrów przez płotki w 1959 i wicemistrzem w 1960 oraz mistrzem w biegu na 200 metrów przez płotki w 1960. Zdobył także akademickie mistrzostwo USA (NCAA) w biegu na 440 jardów przez płotki w 1959.
Zmarł w wieku 32 lat wskutek przedawkowania heroiny.